# Dana Wynter
Dana Wynter (nascuda Dagmar Winter ; 8 de juny de 1931 – 5 de maig de 2011) va ser una actriu britànica d'origen alemany, que es va criar al Regne Unit i al sud d'Àfrica. Va aparèixer al cinema i a la televisió durant més de 40 anys, a partir de la dècada de 1950. La seva actuació cinematogràfica més coneguda va ser a Invasion of the Body Snatchers (1956). Una bellesa alta, fosca i elegant, va fer de víctima i dolenta. Els seus personatges, tant al cinema com a la televisió, de vegades s'enfrontaven a perills horribles als quals sovint no sobreviïen, però també va interpretar a dones intrigants i manipuladores en misteris televisius i drames de procediment criminal.

## Primers anys de vida
Wynter va néixer a Berlín, Alemanya, filla del doctor Peter Winter, un cirurgià britànic d'origen alemany, i de la seva dona Jutta Oarda, nativa d'Hongria.
Va créixer a Gran Bretanya. Quan tenia 16 anys, el seu pare va visitar amics a Rhodèsia del Sud (avui Zimbabue), es va enamorar del país i va portar la seva filla i la seva madrastra a viure-hi.
Dana Wynter més tard es va matricular a la Universitat de Rhodes de Sud-àfrica el 1949. Va estudiar medicina alhora que es dedicava al teatre, interpretant a la noia cega en una producció escolar de Through a Glass Darkly, un paper en el qual va dir que havia estat "terrible". Després d'un any d'estudis, va tornar a Gran Bretanya i es va dedicar a la interpretació.

## Carrera

### Pel·lícules britàniques
Wynter va començar la seva carrera cinematogràfica als 20 anys el 1951, interpretant petits papers, sovint sense acreditar, a pel·lícules britàniques. Una d'elles va ser Lady Godiva Rides Again (1951) en què altres futures dames principals, Kay Kendall, Diana Dors i Joan Collins van interpretar papers igualment petits. Estava apareixent a l'obra Hammersmith quan un agent nord-americà li va dir que volia representar-la. Va tornar a no ser acreditada quan va interpretar el paper de sirventa de Morgan Le Fay a la pel·lícula de MGM Knights of the Round Table (1953).
Wynter va marxar a Nova York el 5 de novembre de 1953, el dia de Guy Fawkes (que commemora un intent fallit el 1605 de fer volar el Parlament). "Hi havia tota mena de focs artificials", va dir més tard a un entrevistador, "i no vaig poder evitar pensar que era un enviament adequat per a la meva sortida al Nou Món ".

### Nova York
Wynter va tenir més èxit a Nova York que a Londres. Va aparèixer a l'escenari i a la televisió, on va tenir papers principals a Robert Montgomery Presents (1953), Suspense (1954), Studio One (1955), un episodi de 1963 de The Virginian ("If You Have Tears") i un Episodi de 1965 de The Alfred Hitchcock Hour ("Una finestra desbloquejada"), que va guanyar un premi Edgar.

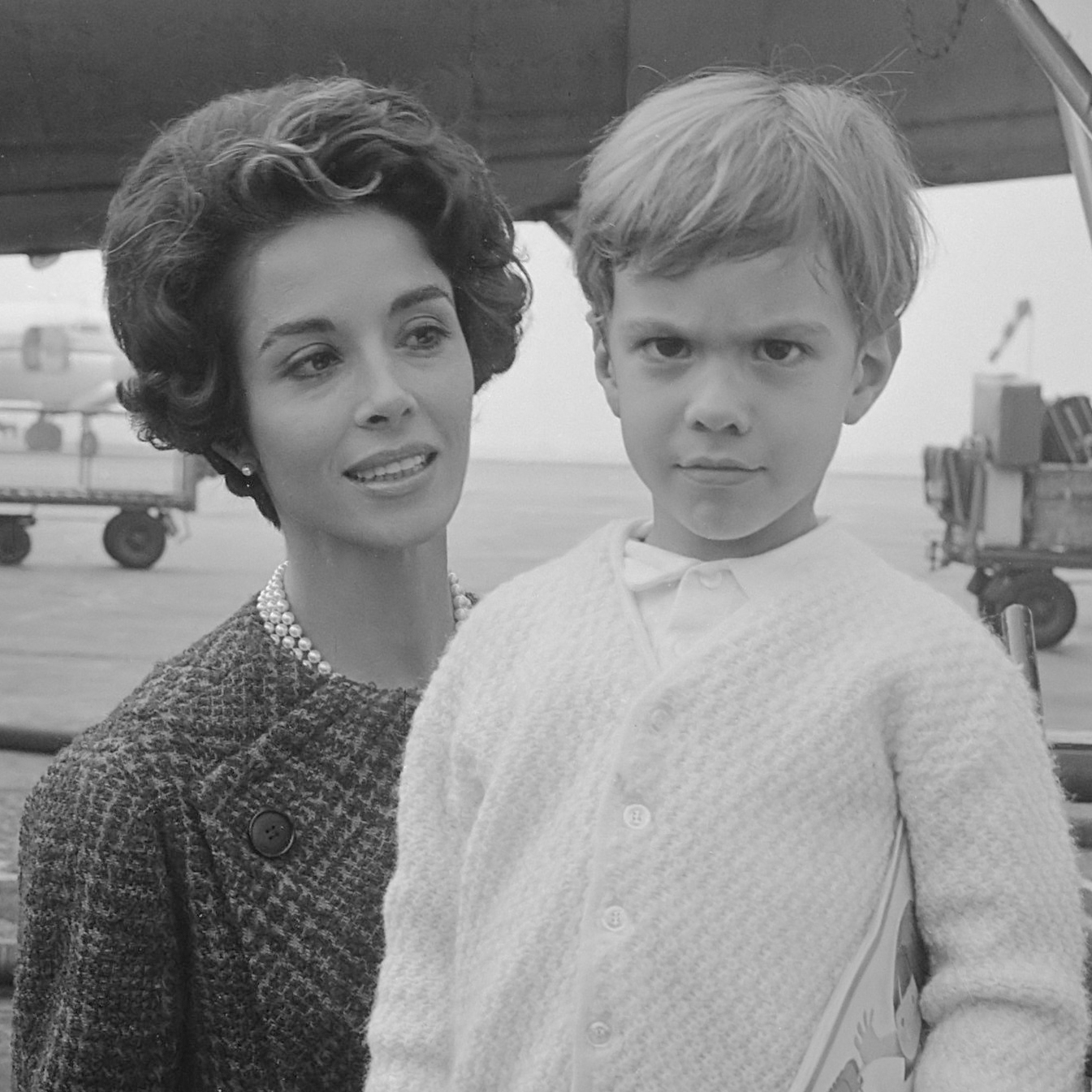
Dana Wynter amb el seu fill Mark (1963)

### 20th Century Fox
Es va traslladar a Hollywood, on el 1955 la 20th Century Fox la va posar sota contracte. Aquest mateix any, va guanyar el premi Globus d'Or a la novel·la més prometedora, títol que va compartir amb Anita Ekberg i Victoria Shaw. Es va graduar per interpretar papers importants en pel·lícules importants. Va protagonitzar amb Kevin McCarthy, Larry Gates i Carolyn Jones, interpretant a Becky Driscoll a la versió cinematogràfica original d' Invasion of the Body Snatchers (1956).
Va actuar al costat de Robert Taylor a D-Day the Sixth of June (1956), al costat de Rock Hudson i Sidney Poitier a Something of Value (1957), Mel Ferrer a Fräulein (1958), Robert Wagner a In Love and War (1958), James Cagney i Don Murray a Shake Hands with the Devil (1959) i l'últim dels seus papers contractats amb la 20th Century Fox al costat de Kenneth More a Sink the Bismarck! (1960).

### Dècada de 1960

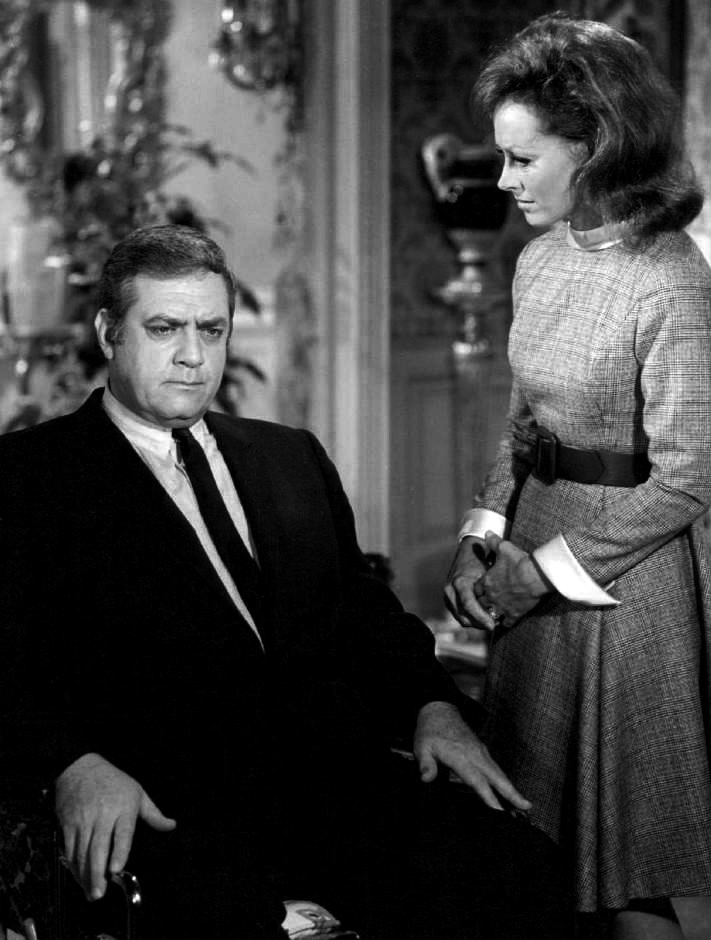
Ironside

Després va actuar al costat de Danny Kaye a On the Double (1961) i George C. Scott a The List of Adrian Messenger (1963).
En rodar dues pel·lícules a Irlanda, hi va fer una segona residència amb el seu marit, l'advocat de divorcis de Hollywood Greg Bautzer. Durant les dues dècades següents, va protagonitzar desenes de sèries de televisió, inclòs el personatge principal de diversos episodis de Wagon Train, com "The Barbara Lindquist Story", i en papers ocasionals en pel·lícules com Aeroport (1970). Va aparèixer com a diverses dones britàniques a la sèrie de televisió ABC Twelve O'Clock High (1964–66).
El 1966–67, va protagonitzar amb Robert Lansing (que havia estat l'estrella original de Twelve O'Clock High) a The Man Who Never Was, però la sèrie només va durar una temporada. Va actuar com a estrella convidada el 1968 a The Invaders a l'episodi "The Captive", i el 1969, a la segona versió de The Donald O'Connor Show. A Get Smart, The Rockford Files i Hart to Hart, va interpretar bells intrigants i vilans de classe alta.

### Carrera posterior
Va aparèixer a la telenovel·la irlandesa Bracken (1978–80). El 1993, va tornar a la televisió per interpretar l'esposa de Raymond Burr a The Return of Ironside.

## Vida personal

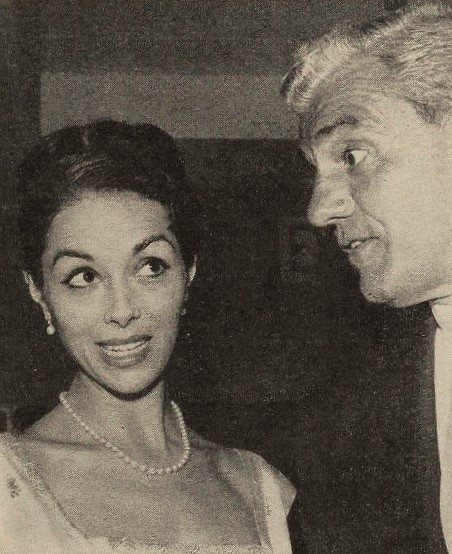
Dana Wynter amb Greg Bautzer (1959)

El 1956, Wynter es va casar amb l'advocat de divorcis de celebritats Greg Bautzer ; es van divorciar el 1981. Bautzer i ella van tenir un fill: Mark Ragan Bautzer, nascut el 29 de gener de 1960. Wynter, una vegada anomenada "l'oasi d'elegància" de Hollywood, va dividir el seu temps entre les seves cases a Califòrnia i Glendalough, al comtat de Wicklow, Irlanda. Contrària a l'apartheid, es va negar a obrir un centre d'espectacles a Sud-àfrica perquè va descobrir que els nens blancs i negres haurien d'assistir en dies alterns. També tenia previst fer una pel·lícula criticant la política, que havia d'haver estat escrita per un nord-americà i rodada a Austràlia.
A finals de la dècada de 1980, Wynter va escriure la columna "Grassroots" per al diari The Guardian de Londres. Escrivint tant a Irlanda com a Califòrnia, les seves obres es van concentrar principalment en la vida a ambdues ubicacions, el que la va portar a utilitzar els títols Irish Eyes i California Eyes per a diverses de les seves publicacions.
El juliol de 2008, Wynter es va veure involucrat en una disputa legal sobre els ingressos de la venda d'un quadre de Paul Henry de 125.000 euros, Evening on Achill Sound. Es deia que el quadre, que penjava a la casa familiar del comtat de Wicklow, li va ser comprat el 1996 pel seu fill com a regal. La disputa es va resoldre a l'Alt Tribunal el 2009.

## Mort
Wynter va morir el 5 de maig de 2011 per insuficiència cardíaca congestiva al Centre d'Atenció Continuada de l'Hospital Comunitari de la Vall d'Ojai ; tenia 79 anys. Havia patit una malaltia cardíaca en els últims anys i va ser traslladada de la unitat de cures intensives de l'hospital a primera hora del dia. El seu fill Mark va dir que no s'esperava que sobrevisqués i "va baixar de l'autobús molt tranquil·lament".

## Filmografia
| Curs      | Títol                                  | Rol                                 | Notes                                                                                |
| --------- | -------------------------------------- | ----------------------------------- | ------------------------------------------------------------------------------------ |
| 1951      | Night Without Stars                    | Patró del Casino                    | Debut al cinema, sense acreditar                                                     |
| 1951      | White Corridors                        | Marjorie Brewster                   |                                                                                      |
| 1951      | Lady Godiva Rides Again                | Myrtle Shaw                         |                                                                                      |
| 1952      | The Woman's Angle                      | Elaine                              | Acreditat com a Dagmar Wynter                                                        |
| 1952      | The Crimson Pirate                     | El company de viatge del baró Gruda | Acreditat com a Dagmar Wynter                                                        |
| 1952      | It Started in Paradise                 | Bàrbara, la model                   | Acreditat com a Dagmar Wynter                                                        |
| 1953      | Knights of the Round Table             | El servent de Morgan Le Fay         | Sense acreditar                                                                      |
| 1955      | The 20th Century-Fox Hour              | Laura Hunt                          | Episodi: "A Portrait of Murder"                                                      |
| 1955      | The View from Pompey's Head            | Dinah Blackford Higgins             |                                                                                      |
| 1956      | Invasion of the Body Snatchers         | Becky Driscoll                      |                                                                                      |
| 1956      | Colonel March of Scotland Yard         | Francine Rapport                    | Temporada 1, episodi 24 "Death in the Dressing Room" - acreditat com a Dagmar Wynter |
| 1956      | D-Day the Sixth of June                | Valerie Russell                     |                                                                                      |
| 1957      | Something of Value                     | La Promesa de Pere - Holly          |                                                                                      |
| 1958      | Fräulein                               | Erika Angermann                     |                                                                                      |
| 1958      | In Love and War                        | Sue Trumbell                        |                                                                                      |
| 1959      | Shake Hands with the Devil             | Jennifer Curtis                     |                                                                                      |
| 1960      | Sink the Bismarck!                     | La segona oficial Anne Davis        |                                                                                      |
| 1961      | On the Double                          | Lady Margaret MacKenzie-Smith       |                                                                                      |
| 1961      | Wagon Train                            | Lizabeth Ann Calhoun                | Episodi: "La història de Lizabeth Ann Calhoun"                                       |
| 1962      | The Dick Powell Show                   | Barbara Bellamore                   | Episodi: "The Great Anatole"                                                         |
| 1962      | Wagon Train                            | Lisa Raincloud                      | Episodi: "The Lisa Raincloud Story"                                                  |
| 1963      | The Virginian                          | Leona Kelland                       | Episodi: "Si tens llàgrimes"                                                         |
| 1963      | The List of Adrian Messenger           | Lady Jocelyn Bruttenholm            |                                                                                      |
| 1964      | Twelve O'Clock High                    | Ann Mcrae                           | Episodi: "Interludi"                                                                 |
| 1965      | Twelve O'Clock High                    | Lady Catherine Hammet               | Episodi: "El crit dels ocells caiguts"                                               |
| 1965      | The Alfred Hitchcock Hour              | Stella                              | Episodi: "Una finestra desbloquejada"                                                |
| 1965      | The Wild Wild West                     | Lady Beatrice Marquand-Gaynesford   | Episodi: "23 - La nit del búfal de dues potes"                                       |
| 1966      | My Three Sons                          | Maggie                              | Episodi: "De Maggie amb amor"                                                        |
| 1966-1967 | The Man Who Never Was                  | Eva Wainwright                      | 18 episodis                                                                          |
| 1967      | Dundee and the Culhane                 | Marta                               | 1 episodi, "The Widow's Weeds Brief"                                                 |
| 1967      | Gunsmoke                               | Isabel Townsend                     | Episodi 12 "El tren de la mort" (27 de novembre de 1967)                             |
| 1968      | The Invaders                           | Dra. Katherina Serret               | 1 episodi, "The Captive"                                                             |
| 1968      | If He Hollers, Let Him Go!             | Ellen Whitlock                      |                                                                                      |
| 1968      | Companions in Nightmare                | Julie Klanton                       | Pel·lícula de televisió                                                              |
| 1969      | Get Smart                              | Ann Cameron                         | Episodi: "La vídua sovint Annie"                                                     |
| 1969      | It Takes a Thief                       | La Contessa del Món                 | Episodi: "Endevina qui ve a Rio"                                                     |
| 1970      | Airport                                | Cindy Bakersfeld                    |                                                                                      |
| 1970      | Triangle                               | Millikan d'oliva                    |                                                                                      |
| 1971      | Marcus Welby, M.D.                     | Julie Croft                         | Episodi: "False Spring"                                                              |
| 1972      | Hawaii Five-O                          | Claudine                            | Episodi: "The Ninety Second War: Part One"                                           |
| 1973      | Santee                                 | Valerie                             |                                                                                      |
| 1973      | Cannon                                 | Dra. Deedra Pace                    | Episodi "Atrapa'm si pots"                                                           |
| 1974      | McMillan and Wife                      | Elena                               | Episodi: "L'home sense cara"                                                         |
| 1974      | Cannon                                 | Jackie Akers                        | Episodi "Triangle of Terror"                                                         |
| 1975      | Le Sauvage                             | Jessie Coutances                    |                                                                                      |
| 1975      | The Lives of Jenny Dolan               | Andrea Hardesty                     | Pel·lícula de televisió                                                              |
| 1975      | Cannon                                 | Senyora Hobart                      | Episodi "Busca i destrueix"                                                          |
| 1978-1982 | Bracken                                | Jill Daly                           | 5 episodis                                                                           |
| 1979      | Backstairs at the White House          | Senyora Colgate                     | Minisèrie                                                                            |
| 1979      | Fantasy Island                         | Senyora Norma Rawlings              | Episodi: "Goose for the Gander/The Stuntman"                                         |
| 1979      | The Love Boat                          | Lillian Smith                       | episodi: "Murder on the High Seas/Sounds of Silence/Cyrano de Bricker"               |
| 1979      | The Rockford Files                     | Princesa Irene Rachevsky            | Episodi: "Lleons, tigres, micos i gossos"                                            |
| 1981      | Hart to Hart                           | Silvia Van Upton                    | Episodi: "Les exesposes poden ser assassinats"                                       |
| 1981      | Magnum, PI                             | Olivia Ross                         | Episodi: "Double Jeopardy"                                                           |
| 1982      | The Royal Romance of Charles and Diana | Reina Isabel II                     | Pel·lícula de televisió                                                              |
| 1982      | Magnum, PI                             | Velma Troubshaw                     | Episodi: "Foiled Again"                                                              |
| 1993      | The Return of Ironside                 | Katherine Ironside                  | Pel·lícula de televisió, pel·lícula final                                            |
|           |                                        |                                     |                                                                                      |
|           |                                        |                                     |                                                                                      |

## Premis
| Curs | Premi                                            | Notes                                          |
| ---- | ------------------------------------------------ | ---------------------------------------------- |
| 1956 | Globus d'Or - La novel·la més prometedora - Dona | El va guanyar amb Anita Ekberg i Victoria Shaw |